# Believe (fragancia)
Believe es una fragancia para mujer por Britney Spears para Elizabeth Arden. Es la quinta fragancia de Britney, y estuvo en las tiendas el 24 de septiembre de 2007. La fragancia se dice que es sensual y cálida. Delicada y femenina. Una combinación de frutas exóticas y guayaba y mandarina dorada, flores de madreselva y sauves toques de flor de tilo, ámbar, y pachulí.